# Vi ska ses igen
Vi ska ses igen utkom 1981 och är ett album av den kristna gruppen Samuelsons. Skivan är inspelad i KMH Studio i Stockholm till minne efter den äldste brodern Rolfs död samma år.  

## Låtlista

### Sida A
1. Ge mej kraft, ge mej mod (3:25)
2. Golgata (4:50)
3. Livet börjar när vi börjar att tro (2:50)
4. You And Me (4:00)
5. I går, i dag och till evig tid (3:25)
6. Jag vill tacka dej för allt (3:35)
7. Där rosor aldrig dör (4:10)

### Sida B
1. Jesus, du är vår vän/ Save Me (3:50)
2. Förlåt mej än en gång (5:05)
3. Vår morgondag (3:10)
4. Jesus Is The Only Way/ Jag vet en väg (Jailhouse Rock) (3:10)
5. Låt oss leva för Jesus (3:50)
6. Vi ska ses igen (5:35)